# Comment vous racontez la partie
Comment vous racontez la partie est une pièce de théâtre de Yasmina Reza, parue aux éditions Flammarion en mars 2011. La création mondiale a eu lieu le 4 octobre 2012, à Berlin, au Deutsches Theater, dans une mise en scène de Stephan Kimmig (qui a reçu cette année le prix Faust de la meilleure mise en scène, équivalent d’un Molière) sous le titre Ihre Version des Spiels, avec Corinna Harfouch et Karhrin Wichmann.

## Argument
Nathalie Oppenheim romancière est invitée à l'« espace polyvalent » de Vilan-en-Volène dans le cadre d'un débat pour  parler de son dernier livre. Elle doit faire face à la journaliste Rosanna Artel-Keval dans un débat supervisé par Roland Boulanger (qui écrit des poèmes) qui essaye de calmer le jeu. En effet, Nathalie met de la mauvaise volonté à répondre aux questions de Rosanna qui s'en agace. Plus tard, nous retrouvons ces trois personnages à une réception à la mairie de Vilan-en-Volène où ils sont rejoints par le maire de l'endroit.